# روبرت نيتلتون فيلد
روبرت نيتلتون فيلد (بالإنجليزية: Robert Nettleton Field)‏ (3 مارس 1899 – 18 فبراير 1987) هو فنان ونحات ومدرس فني نيوزيلندي. ولد في بروملي، كنت، إنجلترا في 3 مارس 1899. 